# ماء مقيد

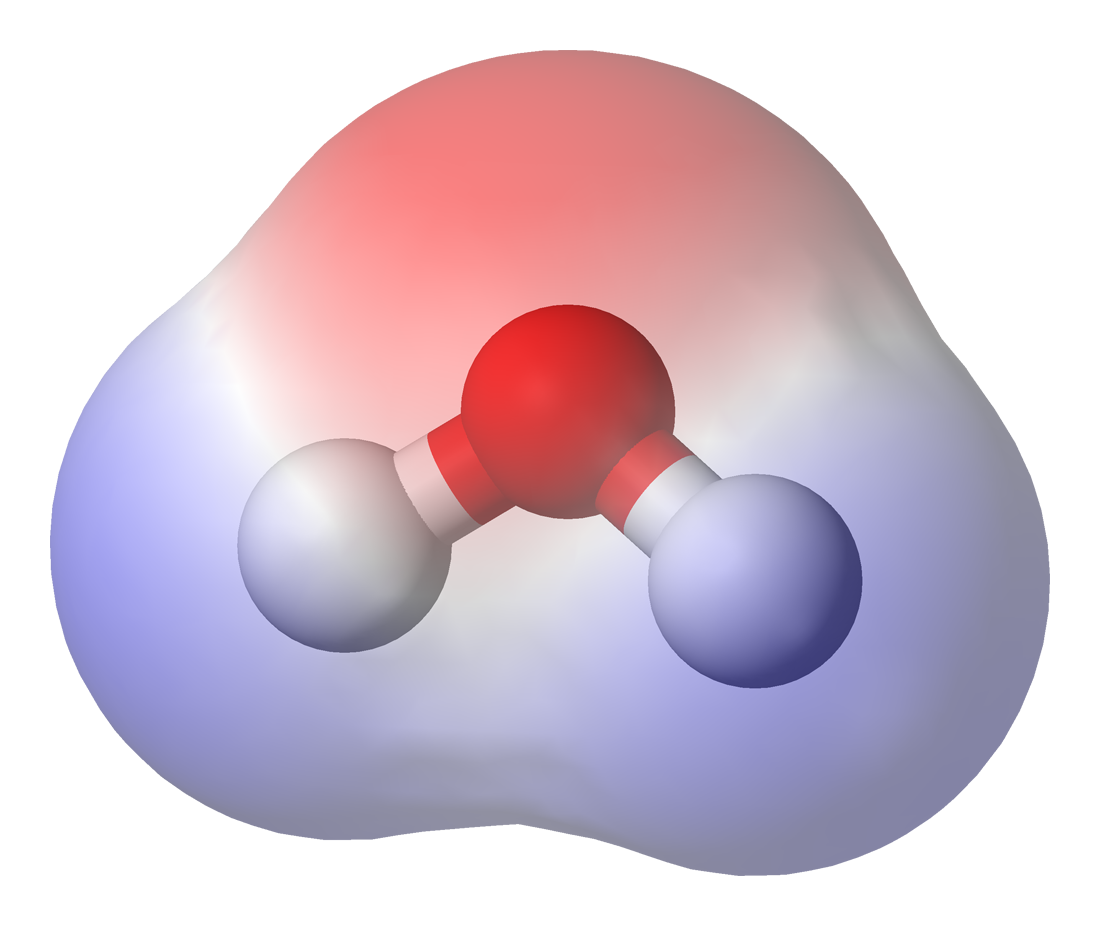
صورة تظهر قطبية جزيء الماء وتكون الشحنة السالبة في المنتصف (باللون الأحمر] والشحنة الموجبة على الطرفين (أزرق).

في علم المياهيات يعد الماء المقيد طبقة نحيفة بدرجة كبيرة من المياه تحيط بالأسطح المعدنية.
تحتوي جزيئات الماء على أقطاب كهربية مما يعني أن هناك شحنة موجبة قوية بإحدى طرفي الجزيء وشحنة أخرى سالبة قوية بالطرف الآخر منه. يتسبب ذلك في ترابط الجزيئات مع بعضها البعض وترتبط بالسطح المشحون مثل معادن التربة. يتمتع الصلصال تحديدًا بقدرة عالية على الارتباط بجزيئات المياه.
تتسبب الجاذبية القوية بين هذه الأسطح في طبقة نحيفة جدًا من المياه (سمكة عدد قليل من الجزيئات) للتشكل على السطح المعدني. جزيئات المياه تلك أقل حركة بكثير من باقي جزيئات المياه الموجودة بالتربة ولها تأثيرات كبيرة على المجاوزية النسبية للتربة والتجميد والإذابة.
يشير الماء المقيد في أحياء الجزيئات وعلم التغذية إلى كمية المياه الموجودة في أنسجة الجسم التي ترتبط بـالجزيئات الضخمة أو العضيات. وفي علم التغذية، لا يتاح هذا الشكل من المياه، على وجه الخصوص بالنسبة لأنشطة علم الأحياء الدقيقة ولذلك فلن تتسبب في انخفاض الجودة أو زيادة الممراض.